# Lebensmittelskandal
Als Lebensmittelskandal (ähnlich Lebensmittelkrise) bezeichnet man die von Medien öffentlich gemachte, tatsächlich oder vermeintlich begangene gesetzeswidrige Umgangsweise mit Lebensmitteln. Der als Skandal empfundene Umgang kann bei der Herstellung, der Verpackung, dem Transport und/oder der Lagerung stattfinden.
Im Zusammenhang mit sogenanntem Gammelfleisch spielen auch immer wieder Produkte eine Rolle, die grundsätzlich nicht zum Verzehr geeignet sind, namentlich tierische Produkte oder Fleischnebenprodukte. Die von einem Lebensmittelskandal betroffenen Produkte
- sind verdorben oder
- enthalten unerwünschte Stoffanteile in Gemengen und Gemischen (siehe Stoffreinheit)
- oder enthalten Bakterien oder andere Mikroorganismen in einer verbotenen oder als unangemessen rezipierten Konzentration.

Manchmal wird in diesem Zusammenhang von Kontamination gesprochen:
- physikalische Kontamination (z. B. Glassplitter, Metall),
- mikrobiologische Kontamination (z. B. Bakterien, Pilze),
- chemische Kontamination (z. B. Pestizide, Giftstoffe).

Dieser Begriff wird auch für die Verunreinigung mit radioaktiven Stoffen verwendet und ist daher geeignet, Verbraucher besonders zu beunruhigen. Auch der in diesem Zusammenhang oft verwendete Begriff von „verseuchtem“ Lebensmittel ist unzutreffend, weil der Begriff Seuche eine hochansteckende – evtl. zu Siechtum führende – (virulente) Infektionskrankheit benennt, also die Vorstellung erweckt, ein Verzehrer eines 'verseuchten Lebensmittels' könne seine Umgebung anstecken. Sachlicher ist es, von einem 'belasteten' oder 'verunreinigten' Lebensmittel zu sprechen oder die Art der Belastung konkret zu benennen (z. B. 'das Fleisch enthält pro Kilogramm durchschnittlich ein Gramm Blei').
Die Folgen können vom einfachen „schmeckt nicht“ bis zu schweren Lebensmittelvergiftungen reichen.
Der Rechtsrahmen wird durch ein komplexes Lebensmittelrecht bestimmt.
Bekannte Lebensmittelskandale waren beispielsweise der Glykolwein-Skandal, die BSE-Krise und mehrere „Gammelfleisch“-Skandale. In China führte 2008 die Verunreinigung von Milchpulverprodukten mit Melamin zum Tod einiger Kinder und zur Behandlung von über 50.000 Säuglingen und Kleinkindern in Krankenhäusern, davon ungefähr ein Viertel stationär.
Ein Futtermittel-Skandal (z. B. Nitrofen-Skandal) kann zu einem Lebensmittelskandal führen, nämlich dann, wenn das verunreinigte Futtermittel von Nutztieren gefressen wurde, die bereits geschlachtet wurden, die im Handel erhältlich sind und die nicht zurückgerufen werden können. Viele Produkte können heute mittels Chargennummer oder aufgedrucktem Mindesthaltbarkeitsdatum (aus dem der Hersteller das Produktionsdatum ersehen kann) rückverfolgt bzw. identifiziert werden und ggfs. zurückgerufen ('aus den Regalen genommen') werden.
Lebensmittelskandale sind kein alleiniges Phänomen der Gegenwart. Zum Beispiel erlebte 1919 Hamburg einen Lebensmittelskandal, der als Hamburger Sülzeaufstand bekannt wurde.

## Umfang und Wahrheitswerte
Öffentliche Warnungen vor den Lebensmitteln bestimmter Hersteller können diese um ihre wirtschaftliche Existenz bringen. Die Behörden stehen häufig vor dem Dilemma, zwischen den verständlichen Ansprüchen der Verbraucher auf Schutz und Information und den Interessen der betroffenen Unternehmen abwägen zu müssen. Verbraucherschützer werfen den Behörden dabei oft vor, einseitig Rücksicht auf die (tatsächlichen oder vermuteten) Verursacher zu nehmen.
Gelegentlich sprechen Medien oder Behörden unbegründete Warnungen aus. Zum Beispiel stellte sich 2003 die Warnung vor Produkten von Coppenrath & Wiese als falsch heraus.

## Vorsatz oder Versehen
Verunreinigungen bzw. Verderben von Lebensmitteln sind entweder auf Vorsatz oder auf Versehen zurückzuführen.
Im Fall von Vorsatz ist zu unterscheiden zwischen der kriminellen Handlung des Unternehmens selber (Wildfleischskandal 2006, Gammelfleischskandal 2005 ff., Käseskandal in Italien 2008) und der kriminellen Handlung Dritter, die das Unternehmen erpressen (z. B. Thomy-Erpressung, 1997).

## Kontaminations-Ursachen
Der größte Teil der Lebensmittelkrisen ist auf Kontaminationen zurückzuführen.
Verdorbene Ware (z. B. „Gammelfleisch“) ist dem Bereich der mikrobiologischen Kontamination zuzurechnen. Kontaminationen, welche zu mikrobiologischen Verunreinigungen führen, passieren häufig, sie werden jedoch erst zu einer gesundheitlichen Gefahr für den Konsumenten, falls es zu einer Unterbrechung der Kühlkette kommt. Die Temperaturerhöhungen führen zu einem Wachstum der Mikroorganismen und schlussendlich zu einer potentiell gesundheitsgefährdenden mikrobiologischen Verunreinigung. In der Regel entstehen Kontaminationen versehentlich im Laufe der Produktion oder gelangen bereits mit Rohstoffen in den Produktionsprozess. Deshalb fordern die Verordnung (EG) Nr. 178/2002 und das deutsche Lebensmittel- und Futtermittelgesetzbuch eine Rückverfolgbarkeit über die gesamte Wertschöpfungskette für Lebensmittel. Bei der Überwachung der Lagerungstemperatur helfen Datenlogger und Zeit-Temperatur-Indikatoren.
Vor betroffenen Lebensmitteln warnt das Rapid Alert System for Food and Feed der EU-Kommission. Als Reaktion auf die Kontamination erfolgt üblicherweise ein Warenrückruf. Dieser wird ermöglicht durch die Rückverfolgbarkeit der Lebensmittel.